# Simulação de Justiça e Diplomacia
Simulação de Justiça e Diplomacia é uma simulação acadêmica inspirada nos Model UN, modelo de organizações internacionais e nacionais. Realizado por alunos da UFRJ, é uma iniciativa surgida na Faculdade Nacional de Direito (FND) – escola de Direito da UFRJ. O evento traz em sua constituição comitês jurídicos em nível aprofundado, além dos já consagrados comitês diplomáticos. É referida de maneira ampla por seu acrograma SIJUDI.

## Primeira Edição
Na primeira edição do modelo, foram reconstituídos organismos importantes da ONU, como o Conselho de Segurança sob o tema das Tropas de Paz no Haiti e, o Conselho de Direitos Humanos, abordando a questão dos refugiados e deslocados nas suas mais variadas procedências. Foram simulados ainda a União de Nações Sul-Americanas (UNASUL), revelando o destaque dado à matéria da integração regional, o G8 Summit, que tratou das fontes alternativas de energia, assim como da nuclear sob o viés da segurança – foi o único encaminhado em língua inglesa –, mais o Tribunal Penal Internacional para a Antiga Iugoslávia (TPII) no seu caso mais famoso, o julgamento do ex-presidente sérvio/iugoslavo Slobodan Milošević.
O Encontro aconteceu no Palácio Universitário, campus da Universidade Federal do Rio de Janeiro localizado na Praia Vermelha, do dia 30 de julho ao 3 de agosto de 2008 e contou não só com a participação de alunos universitários e do ensino médio, mas, ainda, com o apoio de respeitados professores e instituições.

## SIJUDI 09 - UFRJ
No ano de 2009, o projeto conjunto do curso de Relações Internacionais e da FND - envolvendo o Instituto de Economia, a Escola de Comunicação (ECO) e a Faculdade de Letras da Universidade Federal do Rio de Janeiro – realizar-se-á do dia 8 a 12 de outubro, tendo a conferência, como seu sítio, o Fórum de Ciência e Cultura, no campus da Urca. Contará com a seguinte formação de comitês:
United Nations Security Council: Tensions in North Korea;
Conselho Econômico e Social das Nações Unidas: Recessão, Impactos sociais da crise financeiro-econômica;
Corte Internacional de Justiça: Geórgia versus Rússia;
Assembleia Nacional Constituinte de 1988: Subcomissões de [[Soberania e Relações Internacionais, de Liberdades Individuais, de Direitos Sociais;
União de Nações Sul-Americanas: Hidrelétricas do rio Madeira, questões de fronteiras, consolidação, implementação e expansão definitivas da comunidade e de suas instituições;
Sommet Organization Internationale de la Francophonie-Communauté des Pays de Langue Portugaise: Economie, Culture, Migration, Tecnologie/Science/Education, Santé et Alimentation.
Traz como motto da ação proposta para este ano o lema Do unto others as you would have them do unto you, mensagem do painel pensado por Norman Rockwell e que há 24 anos adorna o quartel-general das Nações Unidas - quando foi doado por Nancy Reagan o Golden Rule Mosaic. O lema adotado vislumbra incitar nos simuladores e em todos os tocados pela iniciativa/pelo simbolismo do ato, o espírito de convivência harmoniosa, construção comum de condições existenciais melhores para todos. Sua origem revisita os princípios básicos da Justiça como fundamentos dos Estados modernos – igualdade entre os indivíduos e alteridade, dando a cada um o que lhe é de direito – e da Diplomacia – reciprocidade nas relações internacionais, utilizando-se do senso presente em ambas as partes, no intento de se encontrar o que é bom aos negociadores envolvidos – fundindo-nos em uma só ordem, um só desígnio.